# Gabriela Haja
Gabriela Haja (n. 3 mai 1965, Vatra Dornei, Suceava, România) este o fostă sănieră română.
A reprezentat România la proba de individual feminin la Jocurile Olimpice de iarnă din 1984. La Sarajevo a ocupat locul 14.
Gabriela Haja a fost legitimată la A.S. Armata Brașov.